# イマド・アル・ホサニ
イマド・アル＝ホスニ（アラビア語: عماد علي الحوسني、Imad Al-Hosni、1984年7月18日 - ）は、ヨルダン・アンマン生まれの元サッカーオマーン代表のサッカー選手。ImadはAmadとも書く。

## 来歴
2003年にオマーンリーグのアル・ハーブーラでキャリアをスタート。2004年にサウジアラビアのアル・リヤドSCに移籍。そこで30試合16ゴールの高い得点能力を見せる。2005年にカタールのカタールSCに移籍し、2008年には同じカタールのアル・ラーヤンSCに移籍している。2006-2007シーズン、2008-2009シーズンにはそれぞれ11ゴールを挙げカタールリーグの得点ランキング入りをしている。
2009年9月にその高い得点能力が認められ、ジュピラーリーグのシャルルロワSCに移籍した。オマーン人プレイヤーのヨーロッパ進出はボルトン・ワンダラーズFCのアリ・アル・ハブシに続いて史上2人目の快挙となったが、2010年1月古巣のアル・ラーヤンSCにレンタル移籍で復帰した。2010年夏、サウジアラビアのアル・アハリ・ジッダに移籍。
代表でも高い得点能力は健在で、2004年のアジアカップのグループステージでは強豪イランから2得点を奪い試合をドローに持ち込んでいる。同じグループステージでは日本とも対戦している。2004年のガルフカップではイラクとバーレーンからそれぞれ2得点して4ゴールで大会得点王となる。
近年のオマーン代表のガルフカップでの好成績(2004年と2007年の準優勝、2009年の優勝）の原動力となっている選手である。
オマーンとヨルダンの二重国籍であったが、オマーン国籍を選択した。

## 所属歴
- 2003-04  アル・ハーブーラSC
- 2004-05  アル・リヤドSC
- 2005-2008  カタールSC
- 2008-2009  アル・ラーヤンSC
- 2009-2010  シャルルロワSC

→2010  アル・ラーヤンSC（ローン）
- 2010-2013  アル・アハリ・ジッダ
- 2013-2014  アル・ナスル
- 2014-2015  サハム・クラブ
- 2015-2018  ファンジャSC

## 代表歴
- オマーン代表 2003年-2015年
  - 2003年 ガルフカップ2003(4位)
  - 2004年 AFCアジアカップ2004(グループリーグ敗退)
  - 2004年 ガルフカップ2004(準優勝)
  - 2007年 ガルフカップ2007(準優勝)
  - 2007年 AFCアジアカップ2007(グループリーグ敗退)
  - 2009年 ガルフカップ2009(優勝）